# Peter Morley (Dokumentarfilmer)
Peter Morley, OBE  (* 26. Juni 1924 in Berlin als Peter Meyer; † 23. Juni 2016 in Aylesbury, Buckinghamshire) war ein deutsch-britischer Dokumentarfilmer und Fernsehproduzent.

## Leben und Karriere
Peter Meyer wurde 1924 in Berlin als Sohn des jüdischen Ehepaares Willy Meyer (1882–1954) und Alice Meyer, geborene Altheimer (1894–1976), geboren. Noch vor der Machtergreifung der Nationalsozialisten 1933 plante die Familie die Emigration nach Großbritannien. Meyers Eltern meldeten Peter, seinen Bruder Thomas (1922–1997) und seine Schwester Anne Marie (1919–2004) im Landschulheim Herrlingen an, das den Schulbetrieb später im Jahr komplett nach Großbritannien verlagern sollte. Dort besuchte er mit seinen Geschwistern die von Anna Essinger gegründete Bunce Court School in Otterden, Kent. Während die Kinder im dortigen Internat untergebracht waren, lebte der Vater in London. Die Mutter hatte die Familie inzwischen verlassen und war mit Harry Kahn nach Paris geflohen. Peter Meyer verbrachte auch viel Zeit bei den Corbett-Fishers, einer Gastfamilie, die für ihn zu Ersatzeltern wurden.
Nach Ausbruch des Zweiten Weltkrieges wurden sein Bruder und Vater als „Enemy Aliens“ eingestuft und interniert. Peter Meyer entging der Internierung aufgrund seines Alters. 1940 schloss er die Schule ab und schlug sich zunächst mit verschiedenen Aushilfstätigkeiten durch, bevor er 1941 als Assistenz-Filmvorführer im Londoner Dominion Theatre eingestellt wurde, was Meyer als seinen „Einstieg in die Filmbranche“ betrachtete. Eine Aufführung von Citizen Kane beeindruckte Meyer tief und ließ in ihm den Entschluss reifen, selbst Filmemacher zu werden.
Mit 17 Jahren bewarb er sich für den Dienst bei der Royal Air Force, wurde aber aufgrund seines Status als „Enemy Alien“ zunächst abgelehnt. Nachdem sich sein Bruder 1943 bei der British Army beworben hatte, folgte Meyer ihm. Aufgrund ihrer deutsch-jüdischen Herkunft wurde den Brüdern für den Fall der Gefangennahme durch deutsche Truppen ein Namenswechsel empfohlen. Peter Morleys Bruder steckte mit geschlossenen Augen eine Nadel in die Seiten eines geöffneten Telefonbuchs und traf den Namen „Morley“. Daraufhin nahmen beide Brüder diesen Namen an. Sie wurden während der Invasion der Normandie nach Frankreich verlegt und kämpften beide bei den 8th King’s Royal Irish Hussars. Mit dieser Einheit erlebten beide das Ende des Krieges in Berlin. Während der Potsdamer Konferenz war Morley einer der Soldaten, die als Leibgarde für Winston Churchill dienten. Während des Aufenthaltes in Berlin tauschte er trotz strikter Verbote auf dem Schwarzmarkt Zigaretten und andere Güter gegen eine Cine-Kodak 16-mm-Kamera.
1947 wurde Morley britischer Staatsbürger. Im September des Jahres wurde er aus der Armee entlassen.
Morley strebte eine Tätigkeit in der Filmbranche an. Ohne Mitgliedschaft in der britischen Film-Gewerkschaft ACT (Association of Cinematograph Technicians) erhielt er jedoch keine Anstellung und ohne Anstellung keine Mitgliedschaft in der ACT, was Morley als „Catch-22-Syndrom“ bezeichnete. Um diesem Dilemma zu entgehen, gründete er mit Unterstützung seines Vaters das Produktionsunternehmen P.J. Morley Film Production Limited. Mit seiner aus Berlin geschmuggelten Kamera drehte er dann einen sieben Minuten langen Werbefilm für einen Fernsehhändler. Die Aufführungen im Schaufenster des Händlers verursachten jedoch allabendliche Menschenansammlungen, woraufhin die Polizei die Aufführungen unterband. Da er außerdem nicht nachweisen konnte, bei seiner Produktion eine Filmcrew und einen Filmeditor angestellt und nach Gewerkschaftstarif bezahlt zu haben, wurde sein Mitgliedsantrag erneut abgelehnt.
Über einen Bekannten, der bei der Shell Film Unit tätig war, erhielt er die Gelegenheit, sich direkt bei deren Direktor Arthur Elton zu bewerben. Dieser sah in Morley „nicht einen Funken Talent“, weshalb eine Karriere in der Filmbranche ausgeschlossen sei. Morley nahm schließlich widerwillig eine Anstellung als Assistent-Filmvorführer bei der Film Producers Guild an, die auch ein eigenes Produktionsstudio besaß. Dort machte sich Morley mit den Grundlagen des Filmschnitts und der Filmproduktion vertraut und lernte bei Vorführungen Filmschaffende wie Humphrey Jennings, John Grierson, Jill Craigie und Paul Rotha kennen.
1947 drehte er dann schließlich seinen ersten Dokumentarfilm Once Upon a Time über seine alte Schule in Kent. Nachdem Morley Anna Essinger von dem Projekt überzeugt hatte, übernahm die Bunce Court School die Kosten der Produktion. Morley schrieb das Drehbuch, erwarb Lichttechnik und drehte mit seiner Cine-Kodak in drei Wochen den gesamten Film in eigener Regie. Das Filmmagazin Amateur Cine World erwähnte den Film lobend.
Mit Unterstützung des Filmproduzenten Ronald H. Riley erhielt er schließlich eine Anstellung als Tea Boy bei einem Produktionsunternehmen der Film Producers Guild. Dank seiner Kenntnisse des Filmschnitts übernahm er schnell weitere Aufgaben in der Filmproduktion und war bald als Filmeditor tätig. Der mit seiner Schwester befreundete Oswald Hafenrichter vermittelte ihn schließlich an eine Filmproduktion, für den die ACT kein Mitglied zur Verfügung stellen konnte. So konnte Morley 1950 selbst Mitglied der ACT werden.
Ab 1955 war Morley für den neu gegründeten Fernsehsender Associated-Rediffusion des ITV-Netzwerkes freischaffend als Regisseur tätig. Im Laufe seiner Karriere produzierte er über 200 Sendungen. Neben Dokumentarfilmen entstanden auch Musiksendungen sowie Übertragungen von Opernaufführungen und Staatsakten.
Eine seiner ersten Regiearbeiten für ITV war die Dokumentarserie People are Talking, für die Morley vier Folgen drehte. Große Aufmerksamkeit erregte insbesondere die Folge Fan Fever, die sich dem neuen Phänomen der extrem euphorischen Musikfans bei Konzerten widmete. Morley filmte dafür einen Auftritt von Dickie  Valentine im Coventry Theatre vor 8.000 mehrheitlich weiblichen Fans. Einige Aufnahmen, bei denen Frauen aus dem Publikum ihre Büstenhalter auf die Bühne warfen, wurden noch vor der Ausstrahlung zerstört. Die Ausstrahlung erreichte sehr hohe Einschaltquoten und machte das Phänomen auch durch die folgende umfangreiche Presseberichterstattung erstmals einem größeren Publikum bekannt.
Zu Morleys bemerkenswertesten Produktionen zählte ITVs erster abendfüllender Dokumentarfilm Tyranny: The Years of Adolf Hitler aus dem Jahr 1959, für den Morley unter anderem Adolf Hitlers Schwester Paula interviewt hatte. Der Film erreichte bei seiner Erstausstrahlung über 10 Millionen Zuschauer. Danach wurde er an einen amerikanischen Sender verkauft und blieb nur fragmentarisch erhalten. 1965 produzierte Morley ITVs Liveübertragung des Staatsbegräbnisses von Sir Winston Churchill. Die live über fünf Stunden mit 45 Kameras aufgezeichnete Sendung mit einem Kommentar von Laurence Olivier war bis dato Großbritanniens größte Liveübertragung eines historischen Ereignisses. Für diese Sendung und L.S.O. – The Music Men, eine Dokumentation über das London Symphony Orchestra, wurde Morley 1966 mit dem British Academy Television Award in der Kategorie Outside Broadcasts ausgezeichnet. 1969 dokumentierte er die Investitur von Prinz Charles in Caernarfon. 1980 entstand die vierteilige Serie Women of Courage, über Hiltgunt Zassenhaus, Sigrid Helliesen Lund, Mary Lindell und Maria Rutkiewicz, die während des Zweiten Weltkrieges ihr eigenes Leben riskiert hatten, um Juden und andere von den Nazis verfolgte Menschen zu retten. Bereits ein Jahr zuvor entstand mit Kitty: Return to Auschwitz eine Dokumentation über eine Reise der Holocaust-Überlebenden Kitty Hart-Moxon ins KZ Auschwitz-Birkenau. Der Film wurde mit mehreren Preisen ausgezeichnet, darunter einem RTS Television Award. Morley war auf ihre Geschichte während der Recherche für Women of Courage aufmerksam geworden, musste jedoch erst von seinem Team überzeugt werden, daraus einen Film zu machen.
Neben seinen Arbeiten für ITV war Morley freischaffend für andere Sender tätig. So produzierte er von 1974 bis 1975 für die BBC die 13-teilige Dokumentarserie Europe – The Mighty Continent.
Im Jahr 1969 wurde ihm der Verdienstorden Officer of the Order of the British Empire (OBE) verliehen.
Von 1962 bis zu ihrem Tod 2013 war er mit Jane Morley (geborene Tillet) verheiratet. Aus der Ehe gingen zwei Söhne hervor. Die Familie lebte im Londoner Norden in Highgate. Peter Morley starb am 23. Juni 2016, drei Tage vor seinem 92. Geburtstag. Er hinterließ seine beiden Kinder und sechs Enkel.

## Filmografie (Auswahl)
Regie
- 1947: Once Upon a Time (Dokumentarfilm)
- 1957: Salute to Show Business (Fernsehfilm)
- 1958: People are Talking (Dokumentarserie, 4 Folgen)
- 1959: Tyranny: The Years of Adolf Hitler (Dokumentarfilm)
- 1959: The Turn of the Screw (Fernsehfilm)
- 1960: The Two Faces of Japan (Dokumentarfilm)
- 1968: Lord Mountbatten: A Man for the Century (Dokumentarserie, 12 Folgen)
- 1977: Twenty Five Years (Dokumentarfilm)
- 1979: Kitty: Return to Auschwitz (Dokumentarfilm)
- 1980: Women of Courage (Dokumentarserie, 4 Folgen)

Produktion
- 1961–1963: This Week (Fernsehserie)
- 1964: Black Marries White – The Last Barrier (Dokumentarfilm)
- 1965: The State Funeral of Sir Winston Churchill (Live-Dokumentation)
- 1969: Investiture at Caernarfon (Live-Dokumentation)
- 1974–1975: Europe – The Mighty Continent (Dokumentarserie, 13 Folgen)
- 1977: Twenty Five Years (Dokumentarfilm)
- 1979: Kitty: Return to Auschwitz (Dokumentarfilm)
- 1980: Women of Courage (Dokumentarserie, 4 Folgen)